# Südafrikanische Badmintonmeisterschaft 1958
Die Südafrikanische Badmintonmeisterschaft 1958 fand in Bulawayo statt. Es war die achte Austragung der nationalen Titelkämpfe im Badminton in Südafrika.

## Titelträger
| Disziplin    | Sieger                     |
| ------------ | -------------------------- |
| Herreneinzel | Gordon Byram               |
| Dameneinzel  | D. Webber                  |
| Herrendoppel | H. Meyer J. van der Meulen |
| Damendoppel  | D. Webber M. Perrin        |
| Mixed        | Gordon Byram Jane Byram    |